# No-hitter
Juego sin hit, ni carrera, también llamado No hitter, en béisbol, es un juego en el que, el lanzador de un equipo domina a los 27 rivales que tuvieron la oportunidad de pegarle a la pelota. 
Pudieron haber participado uno o varios lanzadores, y lograron que todos los innings sucedieran sin permitir hits ni carreras. 
A diferencia del juego perfecto, es que uno o varios jugadores lograron alcanzar bases por otras circunstancias diferentes a hits, como son base por bolas, golpe, interferencia o error.
A los juegos con hits pero sin carrera, les llaman irse en blanco o blanqueada.

## Récords
El primer juego perfecto registrado en Ligas Mayores fue el 20 de agosto de 1880, cuando lanzó Pud Galvin en un juego de Bisones contra Ruby Legs, y el marcador fue 1-0.
En Grandes ligas ha habido 323 juegos de este tipo en su historia hasta abril de 2024. En 2023, hubo 4 juegos de estos.
Nolan Ryan (1973-1991) es el máximo lanzador de juegos doble cero, con 7. Padres de San Diego fue el último equipo de Ligas Mayores que tuvo un juego con doble cero. Ronel Blanco -dominicano- tiró el primer doble cero del 2024, y fue juego perfecto. 

## Juegos de no hit - no run.

### Grandes Ligas
| Fecha                    | Lanzador (es)                                                                     | Franquicia                    |
| ------------------------ | --------------------------------------------------------------------------------- | ----------------------------- |
| 25 de junio de 2010      | Edwin Jackson                                                                     | Arizona Diamondbacks          |
| 8 de abril de 1994       | Kent Mercker                                                                      | Atlanta Braves                |
| 13 de julio de 1991      | Bob Milacki (6 IP) Mike Flanagan (1 IP) Mark Williamson (1 IP) Gregg Olson (1 IP) | Baltimore Orioles             |
| 19 de mayo de 2008       | Jon Lester                                                                        | Boston Red Sox                |
| 21 de abril de 2016      | Jake Arrieta                                                                      | Chicago Cubs                  |
| 21 de abril de 2012      | Philip Humber                                                                     | Chicago White Sox             |
| 2 de julio de 2013       | Homer Bailey                                                                      | Cincinnati Reds               |
| 15 de mayo de 1981       | Len Barker                                                                        | Cleveland Indians             |
| 17 de abril de 2010      | Ubaldo Jiménez                                                                    | Colorado Rockies              |
| 7 de mayo de 2011        | Justin Verlander                                                                  | Detroit Tigers                |
| 21 de agosto de 2015     | Mike Fiers                                                                        | Houston Astros                |
| 26 de agosto de 1991     | Bret Saberhagen                                                                   | Kansas City Royals            |
| 2 de mayo de 2012        | Jered Weaver                                                                      | Los Angeles Angels of Anaheim |
| 18 de junio de 2014      | Clayton Kershaw                                                                   | Los Angeles Dodgers           |
| 29 de septiembre de 2013 | Henderson Álvarez                                                                 | Miami Marlins                 |
| 15 de abril de 1987      | Juan Nieves                                                                       | Milwaukee Brewers             |
| 3 de mayo de 2011        | Francisco Liriano                                                                 | Minnesota Twins               |
| 1 de junio de 2012       | Johan Santana                                                                     | New York Mets                 |
| 18 de julio de 1999      | David Cone                                                                        | New York Yankees              |
| 9 de mayo de 2010        | Dallas Braden                                                                     | Oakland Athletics             |
| 25 de julio de 2015      | Cole Hamels                                                                       | Philadelphia Phillies         |
| 12 de julio de 1997      | Francisco Córdova (9 IP) Ricardo Rincón (1 IP)                                    | Pittsburgh Pirates            |
| 9 de abril de 2021       | Joe Musgrove                                                                      | San Diego Padres              |
| 9 de junio de 2015       | Chris Heston                                                                      | San Francisco Giants          |
| 12 de agosto de 2015     | Hisashi Iwakuma                                                                   | Seattle Mariners              |
| 3 de septiembre de 2001  | Bud Smith                                                                         | St. Louis Cardinals           |
| 26 de julio de 2010      | Matt Garza                                                                        | Tampa Bay Rays                |
| 28 de julio de 1994      | Kenny Rogers                                                                      | Texas Rangers                 |
| 14 de agosto de 2021     | Tyler Gilbert                                                                     | Arizona Diamondbacks          |
| 2 de septiembre de 1990  | Dave Stieb                                                                        | Toronto Blue Jays             |
| 3 de octubre de 2015     | Max Scherzer                                                                      | Washington Nationals          |
| 25 de mayo de 2014       | Josh Beckett                                                                      | Los Angeles Dodgers           |
| 3 de junio de 2017       | Edison Volquez                                                                    | Washington Nationals          |
| 13 de septiembre de 2020 | Alec Mills                                                                        | Chicago Cubs                  |
| 29 de junio de 1990      | Fernando Valenzuela                                                               | Los Angeles Dodgers           |
| 15 de junio de 1963      | Juan Marichal                                                                     | Gigantes de San Francisco     |